# Lykopoulos (Salamis)
Lykopoulos ist ein Kap im Süden der Insel Salamis südlich des Ortes Kolones.
1990 stellte der griechische Archäologe Yannos G. Lolos auf der Halbinsel frühhelladische Besiedelung (FH II, 2650–2200 v. Chr.) anhand von verstreuten stark abgenutzten Keramikscherben fest. 2010 führte er Ausgrabungen durch und entdeckte eine Befestigung aus dieser Zeit. Hierbei blieb die Süd- und Ostseite unbefestigt, da hier das Gelände sehr steil abfällt. Im Westen und Norden war sie von einer 1 m bis 1,50 m dicken Mauer umgeben. Im Norden bei der Toranlage gab es einen hufeisenförmigen Turm aus mittleren bis großen Steinen mit einem Durchmesser von 4,30 m. Die Mauern des Turmes sind bis 1,20 m hoch erhalten. Im Süden fand man eine 9,40 m lange und 0,55 m dicke Mauer mit westöstlicher Ausrichtung. Vermutlich war sie Teil eines großen Gebäudes.
Eine ähnliche Siedlung aus der frühhelladischen Zeit fand sich auf Salamis auf dem Kap Mertzani.